# La buena racha
La buena racha es el segundo álbum recopilatorio de Cuca, publicado en 1999. Incluye tres temas en vivo. 

## Lista de canciones
1. "Cara de pizza"
2. "El son del dolor"
3. "Implacable"
4. "Electroshock"
5. "Mala racha"
6. "La pucha asesina"
7. "Puro camote"
8. "Hijo del lechero"
9. "La balada"
10. "Qué chingaos"
11. "Mujer cucaracha"
12. "Insecticida al suicida"
13. "El mamón de la pistola"
14. "Toma"
15. "Tu flor"
16. "Acohol y rocanrol"
17. "Bailando con la muerte"
18. "Break on Trough (To the Other Side)"
19. "Cara de pizza"
20. "Todo con exceso"
21. "La pucha asesina" (en vivo)
22. "El son del dolor" (en vivo)
23. "Alcohol y rocanrol" (en vivo)